# Protesty na Kubie (2021)
Protesty na Kubie w 2021 roku – seria protestów przeciwko rządowi kubańskiemu i rządzącej Komunistycznej Partii Kuby w stolicy Kuby, które rozpoczęły się 11 lipca 2021 r. Zostały spowodowane niedostatkiem żywności i leków oraz reakcją rządu na odradzającą się pandemię COVID-19 na Kubie. Do środy (14 lipca) potwierdzono śmierć jednego mężczyzny, który zginął w momencie walki z policją na przedmieściach kubańskiej stolicy – Hawany.  Według grupy Cubalex zatrzymano ok. 150 ludzi. Nieznany jest los 187 osób. Rząd Diaza-Canela zablokował także tymczasowo dostęp do niektórych serwisów internetowych.
Demonstracje zostały opisane przez 20 Minutos jako największe protesty antyrządowe od czasu Maleconazo w sierpniu 1994 r.